# Juraj Zábojník
Juraj Zábojník (* 15. červenec 1962, Bojnice) je slovenský bezpečnostní analytik, bývalý policista a podnikatel. Působil jako ředitel Úřadu pro ochranu ústavních činitelů a diplomatických misí SR. V prezidentských volbách roku 2019 neúspěšně kandidoval na post prezidenta SR.

## Životopis
Dětství prožil ve Veľké Lehôtce. V roce 1981 nastoupil na náhradní vojenskou službu ve Frýdku-Místku a začal studovat na střední odborné škole Ministerstva vnitra SR v Pezinku. Po maturitě pracoval jako referent na Správě ochrany ústavních činitelů SR. Později se stal ředitelem Úřadu pro ochranu ústavních činitelů a diplomatických misí. Kariéru na policii ukončil po 17 letech v hodnosti plukovníka v záloze. Uvádí, že absolvoval Slovenskou technickou univerzitu v Bratislavě, Ekonomickou univerzitu v Bratislavě a Trnavskou univerzitu v Trnavě.

## Kandidatura na prezidenta SR
Svou kandidaturu na prezidenta Slovenské republiky oznámil v únoru 2018. Dne 13. srpna 2018 informoval veřejnost, že nasbíral dostatečný počet podpisů pro kandidaturu. Ve volbách roku 2019 získal více než 6000 hlasů (0,3 %) a umístil se tak na 11. místě mezi kandidáty.